# توريل (بلدة)
بلدية توريل (بالإسبانية: Toril)‏، هي بلدية تقع في مقاطعة قصرش والتي تقع في منطقة إكستريمادورا، غرب إسبانيا.
يبلغ عدد سكانها 202 نسمة وفقاً لإحصائية سنة (2002).